# Мескит (Невада)
Мескит (енгл. Mesquite) град је у америчкој савезној држави Невада.

## Демографија
По попису из 2010. године број становника је 15.276, што је 5.887 (62,7%) становника више него 2000. године.
| Група             | 2000.         | 2010.          |
| Белци             | 6.716 (71,5%) | 10.896 (71,3%) |
| Афроамериканци    | 61 (0,6%)     | 146 (1,0%)     |
| Азијати           | 119 (1,3%)    | 274 (1,8%)     |
| Хиспаноамериканци | 2.324 (24,8%) | 3.658 (23,9%)  |
| Укупно            | 9.389         | 15.276         |